# رد نسب آل أبي بكرة وآل زياد
رد نسب آل أبي بَكرة وآل زياد، هو إجراء أقرَّهُ الخليفة العبَّاسي محمد المهدي في أمور الأنساب، فقد أعاد نسب آل أبي بكرة من ثقيف إلى ولاء النبي مُحمَّد، وأخرج آل زياد بن أبيه من ديوان قريش والعرب في سنة 160هـ / 777م.

## رد نسب آل أبي بكرة الثقفي
في سنة 160هـ / 777م، أمر الخليفة محمد المهدي بإعادة نسب آل أبي بكرة من ثقيف إلى ولاء النَّبي مُحمَّد. جاء هذا القرار بعد رفع أحد رجال آل أبي بكرة شكواه إلى المهدي، متقربًا إليه بانتسابهم إلى رسول الله. رد المهدي بأن هذا النسب لا يُقر به إلا عند الحاجة والاضطرار للتقرُّب إلى السلطة قائلًا: «إن هذا نسب ما يقرون به إلا عند الحاجة، والاضطرار إلى التقرب إلينا»، غير أن الرجل أجابه قائلًا: «من جحد ذلك، يا أمير المؤمنين، فإنا سنقر، وأنا أسألك أن تردني ومعشر آل أبي بكرة إلى نسبنا من ولاء رسول الله ﷺ، وتأمر بآل زياد فيخرجوا من نسبهم الذي ألحقوا به، ورغبوا عن قضاء رسول الله ﷺ: إن الولد للفراش، وللعاهر الحجر، ويردوا إلى عُبَيد في موالي ثقيف» فاستجاب المهدي لهذا الطلب، وأمر برد آل أبي بكرة إلى نسبهم الأصلي. كما كتب إلى محمد بن موسى بضرورة تنفيذ القرار، مع الاحتفاظ بأموال من أقر بالنسب، ومصادرة أموال من رفض الإقرار به، فأجاب الجميع باستثناء ثلاثة أشخاص، فاصطفى أموالهم.

## رد نسب آل زياد بن أبيه
في نفس السنة المذكورة، أمر الخليفة المهدي بإعادة نسب آل زياد بن أبيه إلى مواليهم من عبيد ثقيف وإخراجهم من نسب قريش. كان الدافع وراء هذا القرار هو حادثة حين قدم رجل من آل زياد يُدعى الصُّغدي بن سلم بن حرب بن زياد إلى المهدي، فسأله المهدي عن نسبه، فقال الصُّغدي: «ابن عمك»، فقال: «أي بني عمي أنت؟»، فذكر الصُّغدي نسبه حتى زياد بن أبيه (واشتهر أنه ابن أبو سفيان بن حرب من خلال علاقة غير شرعيَّة، واستمر لا يُعرف له أبًا، حتى سنة 44هـ / 664م، حين استلحقه بقرار الخليفة الأموي معاوية بن أبي سفيان بأبيه أبو سفيان، في مُخالفة للشريعة الإسلاميَّة، فعظم ذلك على عامَّة المُسلمين، وعلى بنو أمية خصوصًا). حين علم المهدي انتسابه لزياد بن أبيه، غضب قائلًا: «يا ابن سمية الزانية! متى كنت ابن عمي؟»، وأمر به وأُخرج، ثم كتب المهدي إلى عامله في البصرة بإخراج آل زياد من ديوان قريش والعرب وردهم إلى ثقيف، وكتب له كتابًا بالغًا يذكر فيه استلحاق زياد، ومخالفة حكم النبي مُحمَّد، فأُسقطوا من ديوان قُريش. رغم ذلك، تمكن آل زياد لاحقًا من رشوة بعض العمال لإعادتهم إلى ديوان قريش. وقد عبّر الشاعر خالد النجار عن هذه الأحداث في قوله:

## نص كتاب المهدي في رد آل زياد بن أبيه
| رد نسب آل أبي بكرة وآل زياد | بسم الله الرحمن الرحيم. أما بعد، فإن أحق ما حمل عليه ولاة المسلمين أنفسهم وخواصهم وعوامهم في أمورهم وأحكامهم، العمل بينهم بما في كتاب الله والاتباع لسنة رسول الله ﷺ، والصبر على ذلك، والمواظبة عليه، والرضا به فيما وافقهم وخالفهم، للذي فيه من إقامة حدود الله ومعرفة حقوقه، واتباع مرضاته، وإحراز جزائه وحسن ثوابه، ولما في مخالفة ذلك والصدود عنه وغلبة الهوى لغيره من الضلال والخسار في الدنيا والآخرة. وقد كان من رأي معاوية بن أبي سفيان في استلحاقه زياد بن عبيد عبد آل علاج من ثقيف، وادعائه ما أباه بعد معاوية عامة المسلمين وكثير منهم في زمانه لعلمهم بزياد وأبي زياد وأمه من أهل الرضا والفضل والورع والعلم، ولم يدع معاوية إلى ذلك ورع ولا هدى، ولا اتباع سنة هادية، ولا قدوة من أئمة الحق ماضية، إلا الرغبة في هلاك دينه وآخرته، والتصميم على مخالفة الكتاب والسنة والعجب بزياد في جلده ونفاذه، وما رجا من معونته وموازرته إياه على باطل ما كان يركن إليه في سيرته و آثاره وأعماله الخبيثة، وقد قال رسول الله ﷺ: «الولد للفراش وللعاهر الحجر»، وقال: «من ادعي إلى غير أبيه أو انتمى إلى غير مواليه فعليه لعنة الله والملائكة والناس أجمعين لا يقبل الله منه لا صرفاً ولا عدلاً». ولعمري ما ولد زياد في حجر أبي سفيان ولا على فراشه، ولا كان عبيد عبداً لأبي سفيان، ولا سمية أمة له، ولا كانا في ملكه، ولا صارا إليه لسبب من الأسباب. ولقد قال معاوية فيما يعلمه أهل الحفظ للأحاديث عند كلام نصر بن حجاج بن علاط السلمي ومن كان معه من موالي بني المغيرة المخزوميين وإرادتهم استلحاقه وإثبات دعوته، وقد أعد لهم معاوية حجراً تحت بعض فرشه فألقاه إليهم، فقالوا له نسوغ لك ما فعلت في زياد، ولا تسوغ لنا ما فعلنا في صاحبنا، فقال: قضاء رسول الله خير لكم من قضاء معاوية. فخالف معاوية بقضائه في زياد و استلحاقه إياه وما صنع فيه وأقدم عليه، أمر الله جل وعز وقضاء رسول الله ﷺ واتبع في ذلك هواه رغبة عن الحق ومجانبة له، وقد قال لله عز وجل: وَمَنْ أَضَلُ مِمَّنِ اتَّبَعَ هَوَاهُ بِغَيْرِ هُدًى مِّنَ اللَّهِ إِنَّ الله لا يَهْدِي الْقَوْمَ الظَّالمين، وقال الداود وقد آناه الحكم والنبوة والمال والخلافة : يَا دَاوُودُ إِنَّا جَعَلْنَاكَ خَلِيفَةٌ فِيي الْأَرْضِ الآية إلى آخرها. فأمير المؤمنين يسأل الله أن يعصم له نفسه ودينه، وأن يعيذه من غلبة الهوى، ويوفقه في جميع الأمور لما يحب ويرضى إنه سميع قريب. وقد رأى أمير المؤمنين أن يرد زياداً ومن كان من ولده إلى أمهم ونسبهم المعروف ويلحقهم بأبيهم عبيد، وأمهم سمية، ويتبع في ذلك قول رسول الله ﷺ، وما أجمع عليه الصالحون وأئمة الهدى، ولا يجيز لمعاوية ما أقدم عليه مما يخالف كتاب الله وسنة رسوله، وكان أمير المؤمنين أحق من أخذ بذلك و عمل به لقرابته من رسول الله و اتباعه آثاره وإحياته سنه وإبطاله سنن غيره الزائفة الجائرة عن الحق والهدى، وقد قال الله جل وعز : فَمَاذَا بَعْدَ الْحَقِّ إِلَّا الصَّلَالُ فَأَنِّي تُصْرَفُونَ فاعلم أن ذلك من رأي أمير المؤمنين في زياد، وما كان من ولد زياد فالحقهم بأبيهم زياد بن عبيد الله، وأمهم سمية، وأحملهم عليه، وأظهره لمن قبلك من المسلمين حتى يعرفوه ويستقيم فيهم، فإن أمير المؤمنين قد كتب إلى قاضي البصرة وصاحب ديوانهم بذلك. والسلام عليك ورحمة الله وبركاته. وكتب معاوية بن عبيد الله في سنة تسع وخمسين ومائة. | رد نسب آل أبي بكرة وآل زياد |

### فهرس المنشورات
1. 1 2  ابن الأثير (2005)، ص. 844.
2. ↑  الطبري (2004)، ص. 1614-1615.

### فهرس الوب
1. ↑  "استلحاق معاوية زياد بن أبيه بأبي سفيان". إسلام ويب. مؤرشف من الأصل في 2024-08-26. اطلع عليه بتاريخ 2024-08-26.

### معلومات المنشورات كاملة
الكتب مرتبة حسب تاريخ النشر
- محمد بن جرير الطبري (2004). تاريخ الأمم والملوك، تاريخ الطبري: طبعة مقدم لها بتوضيح في أسانيد الطبري وبيان المؤاخذات عليها، وصححت النسخة على أصح النسخ الموجودة، وخدمت بفهارس للآيات وفهارس للأحاديث، وفهارس للموضوعات. مراجعة: أبو صهيب الكرمي. عَمَّان: بيت الأفكار الدولية. ISBN:978-9957-21-152-3. OCLC:956977290. QID:Q123224476.
- ابن الأثير الجزري (2005)، الكامل في التاريخ، مراجعة: أبو صهيب الكرمي، عَمَّان: بيت الأفكار الدولية، OCLC:122745941، QID:Q123225171